# Wafadrive

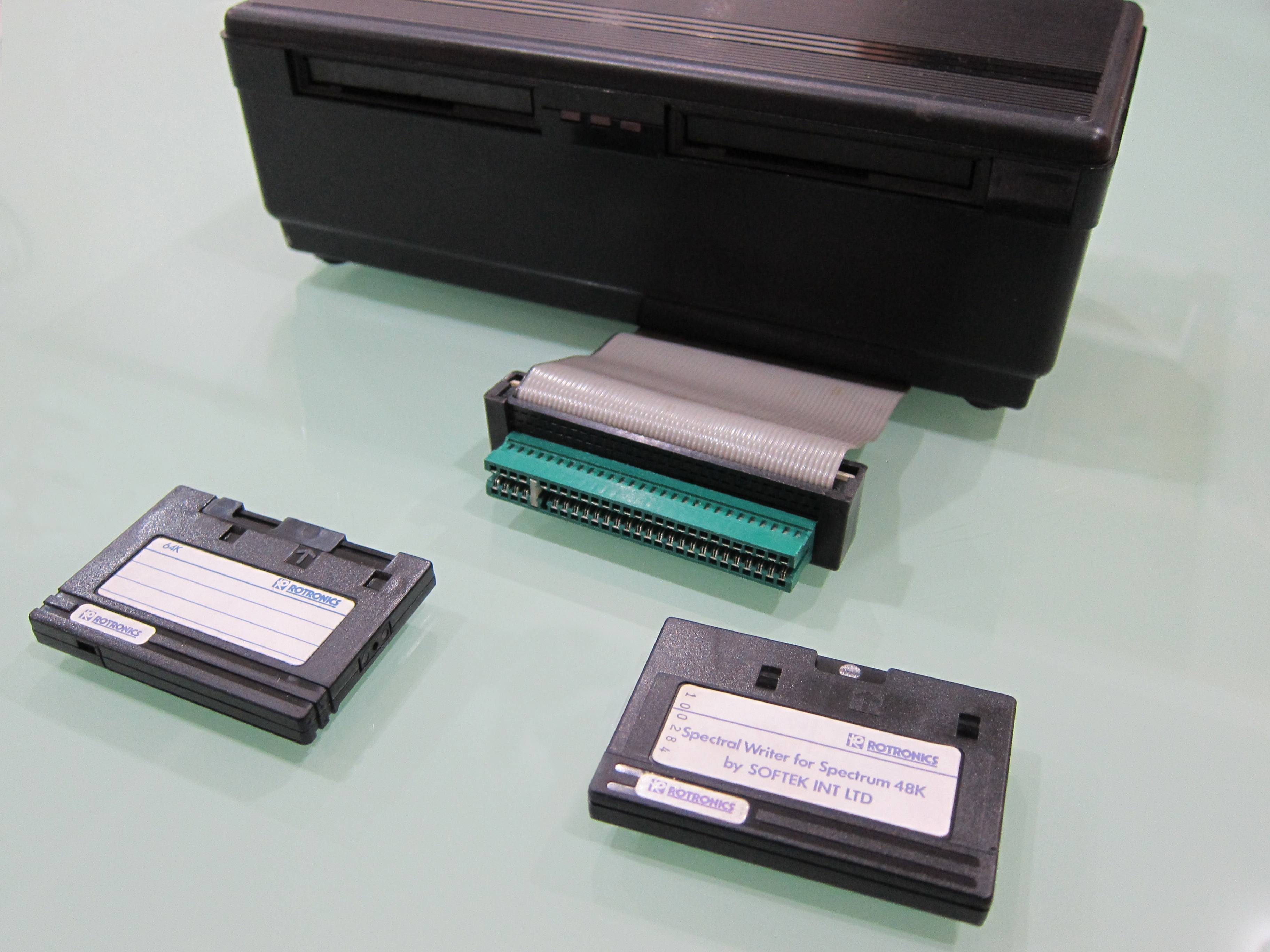
Un Wafadrive insieme a due nastri, uno vuoto e uno col software incluso Spectral Writer

Il Wafadrive o Rotronics Wafadrive è una periferica di memoria di massa su nastro magnetico per l'home computer ZX Spectrum, lanciata nel 1984 dall'azienda britannica Rotronics Ltd. di High Wycombe.
Si poneva come concorrente dello ZX Microdrive, la periferica simile realizzata dai produttori dello Spectrum, ed era a metà strada tra i Microdrive e i floppy disk.
La periferica è costituita da un doppio lettore (drive) di cartucce speciali dette "wafer", da cui il nome Wafadrive. È dotata di due interfacce di collegamento, una seriale e una parallela. Rispetto al Microdrive, l'idea era di fornire un'unità di funzionamento e prezzo simile, ma con l'aggiunta dell'interfaccia parallela e del secondo lettore, che con i Microdrive era opzionale e costava sensibilmente di più.

## Storia
Il Wafadrive fu lanciato nel tardo 1984, inizialmente a 130 £ nel Regno Unito.
Sebbene fosse commercializzato dalla Rotronics, il fabbricante del meccanismo del Wafadrive era in realtà la BSR, allora nota nel campo musicale, in collaborazione con la Astec.
La Computer Trade Association britannica, nell'ambito di tutti i computer domestici, lo nominò periferica dell'anno.
Nel 1985 uscì una periferica concettualmente simile per il Commodore 64, il Quick Data Drive.
Il Wafadrive riusciva anche a superare il concorrente Microdrive in flessibilità e capacità delle cartucce, ma poteva avere problemi di affidabilità, con prestazioni non costanti e occasionali crash.
I principali editori di software non pubblicarono programmi su wafer (problema analogo del resto ebbe il Microdrive), ma almeno una società produsse un software per trasferire programmi commerciali su wafer, da dove avevano il vantaggio di essere caricati molto più velocemente che da cassetta.
La periferica non vendette bene, e la Rotronics chiuse i battenti nel 1986, ma la svendita delle unità continuò attraverso altri canali.
Le ultime pubblicità del Wafadrive sulla stampa di settore britannica risalgono al tardo 1988.

## Aspetto

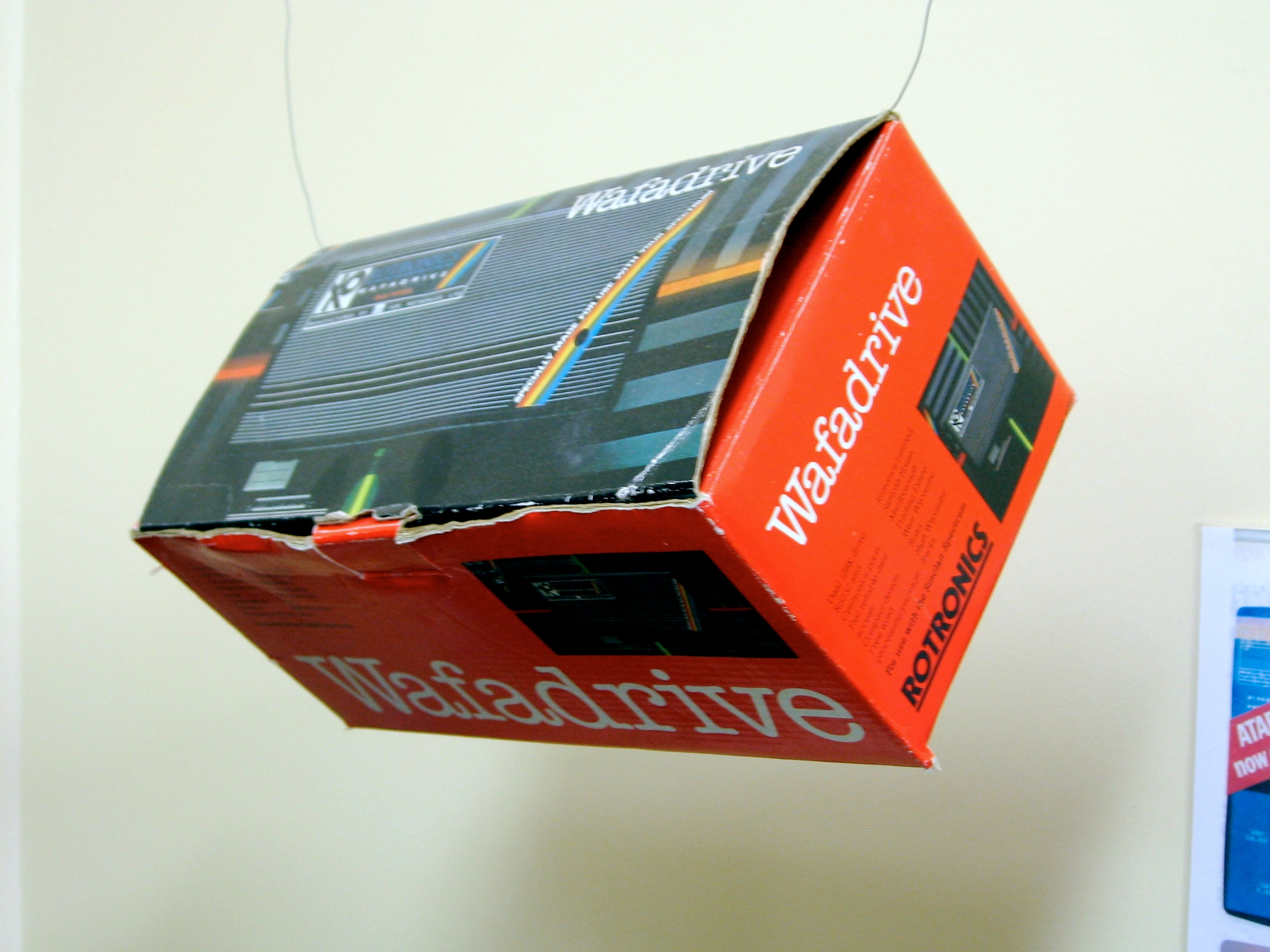
Confezione originale

Il Wafadrive, di dimensioni 230x110x80 mm, ha una forma a scatola ed esternamente è di plastica nera. Sul davanti si aprono le due feritoie dei due lettori, con sportellini di protezione. In mezzo alle feritoie si trovano tre spie rosse che indicano l'accensione generale e il funzionamento di ciascun lettore. La scatola è sospesa su quattro piedini di gomma e dal fondo esce il cavo piatto di collegamento allo ZX Spectrum, che fornisce anche l'alimentazione elettrica al Wafadrive. Sul retro si trova il connettore per collegare a catena un'altra espansione e le due porte delle due interfacce seriale e parallela.
Nella confezione del Wafadrive erano inclusi due wafer, uno vergine da 64 kB e uno contenente il programma di videoscrittura Spectral Writer prodotto dalla Softek. 
Secondo la rivista indipendente Supersinc, il programma incluso era valido e completo, uno dei migliori programmi di scrittura per lo Spectrum, ma estremamente simile al più noto Tasword II.
Erano inclusi anche due manuali, per la periferica e per il programma di scrittura.
I manuali sono dettagliati, ma uscirono solo in inglese.

## Cartucce

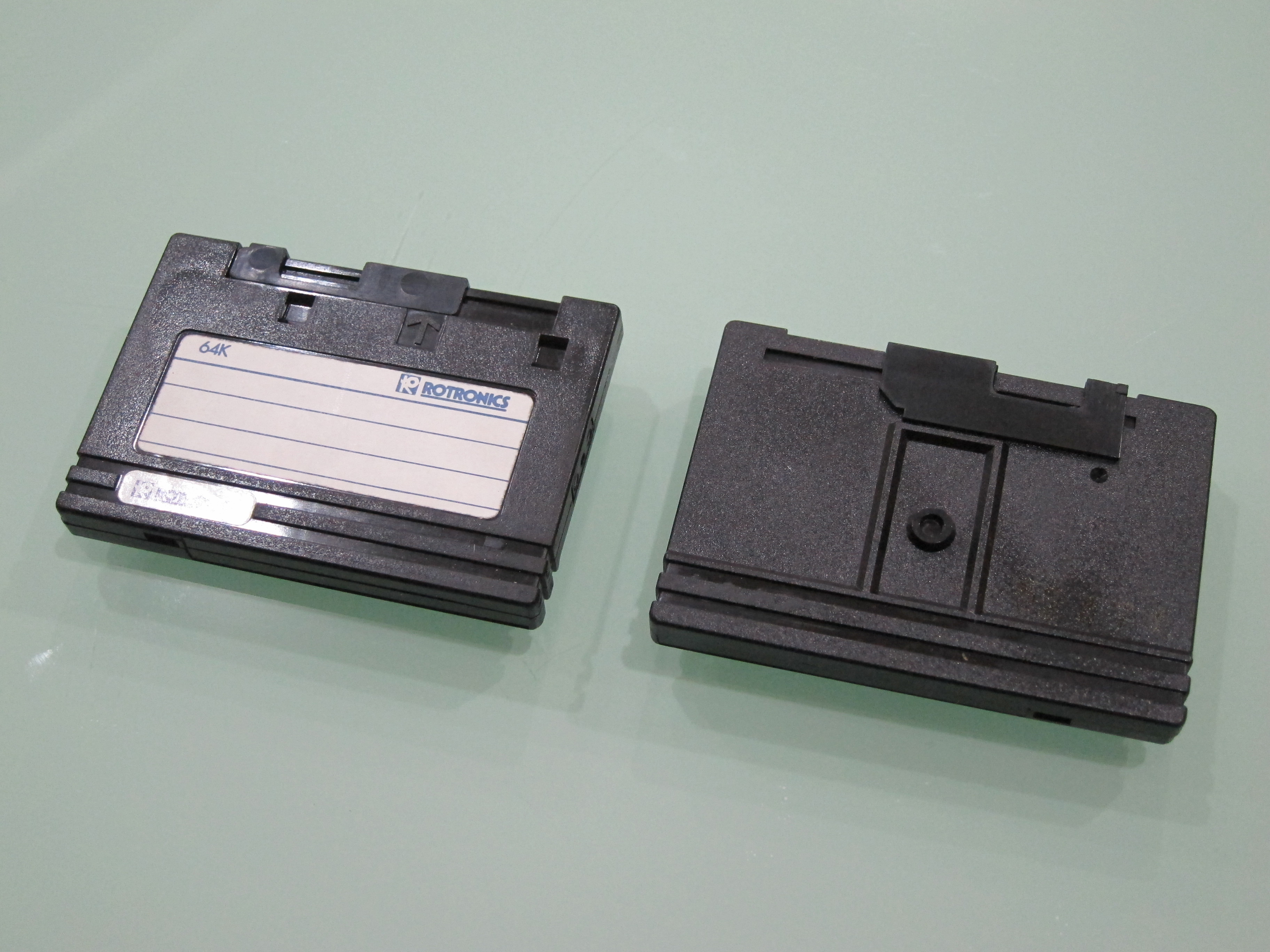
Wafer visto davanti e dietro

Le cartucce "wafer" specifiche del Wafadrive sono simili alle normali cassette, ma più piccole. Contengono un nastro magnetico che dall'esterno non è visibile, grazie a una protezione scorrevole che si apre automaticamente solo all'inserimento nel lettore.
Il nastro è analogo a quello usato nei Microdrive, ossia del tipo video ad alta densità da 1/16 di pollice. È saldato in modo da costituire un anello continuo, ossia non è necessario riavvolgerlo completamente all'indietro come nelle tradizionali cassette. I sistemi di trascinamento e probabilmente di avvolgimento sono mutuati da quelli del Microdrive.
Due punti di giunzione chiudono l'anello del nastro, con in mezzo un tratto metallico di pochi centimetri, che serve a una rapida e sicura individuazione automatica dell'inizio del nastro, a velocità di scorrimento aumentata.
La lunghezza del nastro e quindi la capacità della cartuccia era disponibile in tre misure: da 16, 64 o 128 kB. I tagli più piccoli consentono accesso sequenziale più rapido, mentre il costo per kB come di consueto diminuiva per i tagli più grossi. Le dimensioni erano approssimate in modo garantista, quindi la capacità effettiva riscontrata alla formattazione era superiore a quella dichiarata, ad esempio una cartuccia da 64k potrebbe contenere 75k.
Il manuale dichiara un tempo di accesso massimo di 6,5 secondi per le cartucce da 16k e di 45 secondi per le 128k, mentre dalle prove si stimano 25 secondi per le 64k. Una volta raggiunto il punto giusto del nastro, la velocità di trasferimento dati dichiarata e verificabile in campo è di 18 kbaud (circa 2 kB/s), molto elevata all'epoca.
Un difetto riscontrato dalla rivista indipendente Supersinc è che i punti di giunzione del nastro tendono a sollevarsi, causando potenziali malfunzionamenti, per cui la durata dichiarata di 5000 passaggi per una cartuccia appariva dubbia.
Uno strano suggerimento sulle confezioni diceva, per assicurare il funzionamento della cartuccia dopo un eventuale lungo periodo di immagazzinamento, di sbatterla da un certo verso contro una superficie rigida.
In caso di malfunzionamento che causasse lo scorrimento inarrestabile del nastro, è possibile espellere una cartuccia anche durante il movimento.

## Gestione
La gestione software è effettuata dal Wafadrive Operating System (WOS), concettualmente simile ai DOS diffusi su sistemi più potenti. WOS è contenuto in una EPROM da 8 kB nel Wafadrive.
I comandi utilizzabili dall'utente rappresentano un'estensione del BASIC dello Spectrum, ma diventano disponibili solo dopo aver dato un primo comando di inizializzazione (NEW *), che riserva circa 2 kB di memoria RAM necessari al funzionamento del Wafadrive. In seguito l'utente può anche deinizializzare l'unità e liberare la memoria. Grazie all'inizializzazione manuale si può risparmiare memoria quando il Wafadrive non viene usato; 2 kB potevano essere rilevanti, in particolare sul modello minimo ZX Spectrum 16k.
Inoltre i 2 kB richiesti sono in locazione fissa e ciò poteva rendere impossibile eseguire, usando i wafer, molti programmi commerciali che utilizzano quell'area di memoria; esistevano soluzioni commerciali per rendere ciò possibile rilocando i programmi in memoria.
I comandi sono spesso seguiti da un asterisco e da un percorso tra virgolette, dove i due lettori sono rappresentati da A e B (anche in minuscolo); il drive A di sinistra è il default. Ad esempio CAT *"A:" elenca il contenuto della cartuccia (catalogo) e LOAD *"A:nome" carica il programma chiamato "nome". Altri comandi, come quelli per gestire file di dati, sono seguiti da # anziché asterisco.
Il Wafadrive introduce nuovi messaggi di errore possibili nel sistema per gestire le situazioni specifiche, in modo molto simile al Microdrive con ZX Interface 1, spesso riprendendo esattamente i messaggi dell'Interface 1.
Le due interfacce di collegamento esterno sono di tipo RS232 (seriale) e Centronics (parallela) e possono essere gestite con comandi come si gestiscono i file di dati. I connettori non erano standard e bisognava autocostruirli con le istruzioni del manuale o acquistare il cavo prodotto dalla Rotronics.